# Torshälla

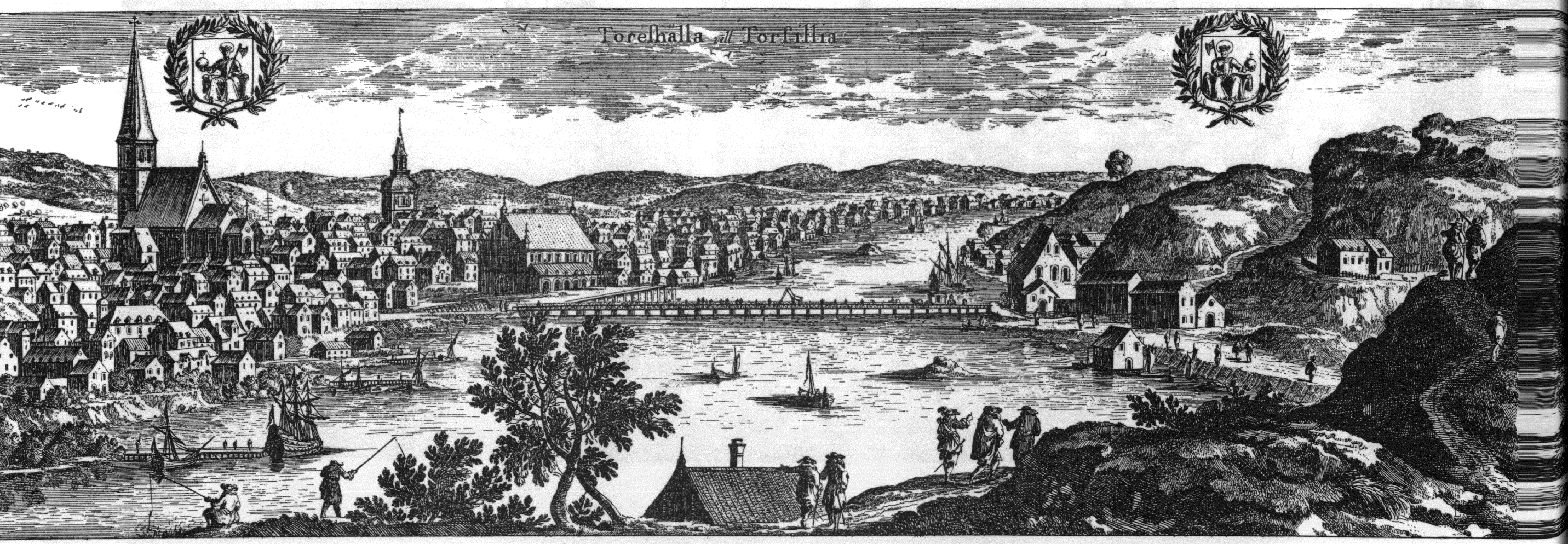
Torshälla na przełomie XVII i XVIII wieku

Torshälla – miejscowość (tätort) w Szwecji, w regionie administracyjnym (län) Södermanland (gmina Eskilstuna). Do 1970 roku Torshälla miała administracyjny status miasta.
W 2015 roku Torshälla liczyła 8928 mieszkańców.

## Położenie
Położona nad rzeką Eskilstunaån (Torshällaån), ok. 7 km na północ od centrum Eskilstuny w północno-zachodniej części prowincji historycznej (landskap) Södermanland na obszarze Rekarne.

## Historia
Prawa miejskie nadane przez króla Birgera Magnussona. Zachowany dokument został wystawiony w Nyköping i datowany jest na 24 lutego 1317 roku.
W 1971 roku, w wyniku reformy administracyjnej, miasto Torshälla (Torshälla stad) weszło w skład nowo utworzonej gminy Eskilstuna (Eskilstuna kommun).

## Demografia
Liczba ludności tätortu Torshälla w latach 1960–2015: